# Femtio nyanser
Femtio nyanser (originaltitel: Fifty Shades) är en erotisk trilogi skriven av E.L. James. Första romanen, Femtio nyanser av honom, publicerades på engelska 2011 av Vintage Books. Rättigheterna till boken har sålts till 37 länder, och den 10 september 2012 gavs den ut på svenska. Boken efterföljs av Femtio nyanser av mörker, som gavs ut på svenska den 28 oktober 2012, och Femtio nyanser av frihet, som gavs ut på svenska den 2 januari 2013. Trilogin har översatts till 52 olika språk och har sålt i över 90 miljoner exemplar världen över. James har även skrivit Grey: Femtio nyanser av honom enligt Christian, vilken är en omarbetning av första boken där historien nu berättas ur Christians perspektiv. 
Böckerna utspelar sig i Seattle och handlar om college-studenten Anastasia som inleder ett komplicerat förhållande med den rike entreprenören Christian. De har fått mycket uppmärksamhet för sina erotiska scener som innehåller bondage, sexuell dominans, underkastelse, sadism och masochism (BDSM). Boken har även fått mycket kritik av bland annat BDSM-utövare som anmärker hur boken snedvrider bilden av BDSM. De påvisar hur förhållandet i boken snarare bör liknas med maktmissbruk samt fysisk och psykisk misshandel.
En filmatisering baserad på den första romanen släpptes under februari 2015.

## Handling
Anastasia "Ana" Steele är en 21-årig collegestudent vid Washington State University i Vancouver, Washington. Hon bor tillsammans med sin bästa vän Katherine "Kate" Kavanagh, som skriver för universitetets studenttidning. På grund av sjukdom övertalar Kate Ana att ta hennes plats och intervjua den 27-årige Christian Grey, en framgångsrik och förmögen ung entreprenör. Ana dras omedelbart till Christian men finner honom också skrämmande. Hon blir nervös och upplever att hon snubblar genom intervjun. Ana försöker trösta sig med tanken om att de två förmodligen inte kommer att träffa varandra igen. Christian söker dock upp Ana och deras relation inleds. Christian ber Ana om att signera ett kontrakt gällande deras framtida relation som han önskar ska innehålla BDSM-sex och en tydlig rollfördelning gällande dominans och underkastelse.

## Bakgrund
Böckerna utvecklades från en Twilight-fanfictionberättelse med titeln Master of the Universe och publicerades episodiskt på fanfiction webbplatser under pseudonymen "Snowqueen's Icedragon" (Snödrottningens isdrake). Personerna i berättelsen bar namn från Stephenie Meyers Twilight-serie, Edward Cullen och Bella Swan.
Efter synpunkter på berättelsens sexuella karaktär tog James bort berättelsen från fanfiction-webbplatserna och publicerade den på sin egen webbplats, FiftyShades.com. Hon skrev senare om berättelsen från början som ett självständigt verk, och gav huvudpersonerna namnen Christian Grey och Anastasia Steele. Hon tog också bort berättelsen från sin webbplats innan den publicerades som bok. Hon delade upp berättelsen i tre delar, och den första delen gavs ut som e-bok och beställtryck-pocketbok i maj 2011 av The Writers' Coffee Shop, en virtuell utgivare baserad i Australien. Den andra boken i serien släpptes i september 2011 och den tredje i januari 2012.
Den 1 augusti 2012 meddelade Amazon UK att Femtio nyanser-trilogin hade sålt mer än alla Harry Potter-böcker sammanlagt på deras hemsida..

## Filmatisering
Filmen Fifty Shades of Grey baserad på den första boken hade biopremiär den 13 februari 2015, i regi av Sam Taylor-Johnson med Dakota Johnson och Jamie Dornan i huvudrollerna. Den 10 februari 2017 hade uppföljaren Fifty Shades Darker premiär och den avslutande delen i filmtrilogin Fifty Shades Freed gick upp på biograferna den 9 februari 2018. De två uppföljarna regisserades av James Foley.